# Dino Tavarone
Dino Tavarone est un acteur italien né le 28 décembre 1942. Il est connu principalement pour avoir joué dans la série télévisée Omertà.

## Biographie
D'origine italienne, Tavarone jouait le rôle de Giuseppe Scarfo, le parrain de la mafia montréalaise, dans la série Omertà. En 1988, il est arrêté pour trafic de drogue et est condamné à neuf ans et demi de réclusion. 

## Filmographie

### Cinéma
- 1998 : 2 secondes : Lorenzo
- 1999 : La Position de l'escargot : Marcos
- 2000 : The Uncles : Lino Rossi
- 2000 : Café Olé : Sal
- 2003 : Mambo italiano : Giorgio
- 2008 : Le piège américain : Carlos Marcello
- 2013 : Hot Dog de Marc-André Lavoie : Parrain Massino
- 2014 : Corbo : Achille Corbo
- 2014 : Antoine et Marie de Jimmy Larouche : Vito Pipingo
- 2016 : Mon ami Dino de Jimmy Larouche : Dino
- 2024 : Mlle Bottine d'Yan Lanouette Turgeon : Georges

### Télévision
- 1996 : Omertà ("Omerta, la loi du silence") : Giuseppe Scarfo
- 1997 : Paparazzi : Mgr Carabelli
- 1997 : The Best Bad Thing : Mr. Sabatini
- 1999 : Omertà, le dernier des hommes d'honneur : Giuseppe Scarfo
- 1999 : Chantage sans issue (36 Hours to Die) : Angeli
- 2001 : L'Or : Robert Martinelli
- 2004 : Il Duce canadese : Turi
- 2005 : Minuit, le soir : Paolo

## Web-série
- 2020 : Les Fleuristes :

## Distinctions

### Nominations
- Nomination pour le Jutra du meilleur acteur en 1999 pour 2 secondes

## Anecdotes
- Dès 1988, il purge quatre ans de prison pour trafic de stupéfiants[1].

- En 2006, il a réenregistré la chanson Jukebox de Fred Buscaglione pour une publicité télévisée de Gaz Métro.

- En 2005, Dino Tavarone a chanté, en italien, une version modifiée de la chanson Le petit bonheur de Félix Leclerc que l'on peut écouter sur le disque compact (CD) "Jean Robitaille, Hôtel le St.James Sessions" enregistré à Montréal, QC, Canada.